# Пархиева
Пархиева — деревня в Няндомском районе Архангельской области.

## География
Находится в юго-западной части Архангельской области на расстоянии приблизительно 48 км на восток по прямой от административного центра района города Няндома на правом берегу речки Канакша.

## История
В 1782 году деревня уже упоминалась в документах. В 1873 году здесь было учтено 8 дворов, в 1905 — 11. Тогда деревня входила в Каргопольский уезд Олонецкой губернии. До 2022 года деревня входила в Мошинское сельское поселение до его упразднения.

## Население
Численность населения: 31 человек (1873 год), 60 (1905), 12 (русские 92 %) в 2002 году, 2 в 2010.